# Tadeusz Gumiński

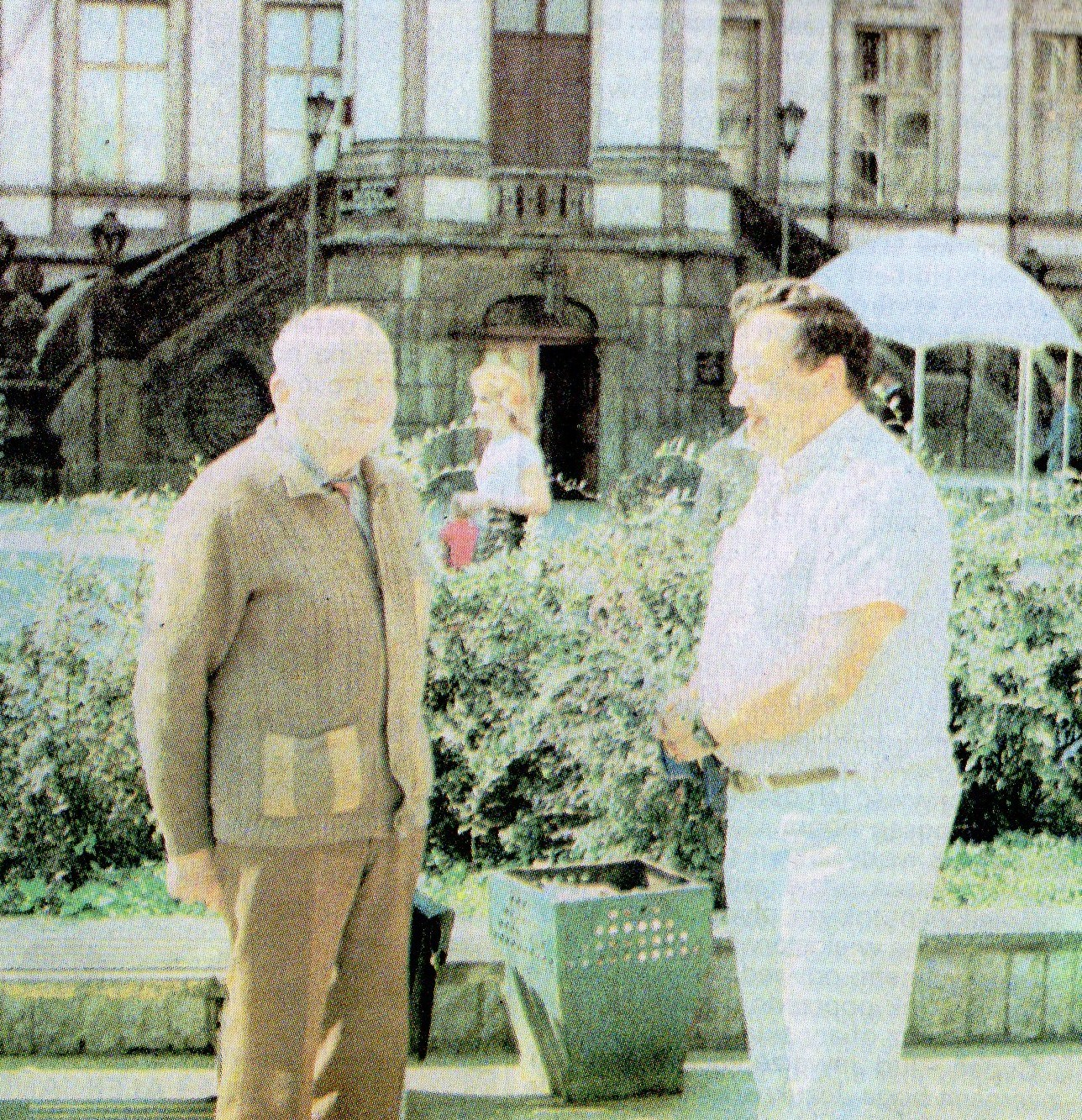
Legnica, Tadeusz Gumiński (z lewej) z Waldemarem Michalskim (wiceprezesem ZW PTTK). Fotografia z 1988 r. z magazynu Poznaj swój kraj

Tadeusz Gumiński (ur. 26 października 1906 w Skrzeszewach, zm. 23 sierpnia 2003 w Legnicy) – polski działacz społeczny, organizator turystyki, popularyzator wiedzy o Legnicy.

## Życiorys

### Do 1939
Młodość  spędził w Łowiczu, gdzie ukończył gimnazjum i uzyskał maturę. Studiował prawo w Warszawie. Po skończeniu studiów prawniczych (1934) pracował w Łucku na Kresach Wschodnich (od 1935, referendarz w urzędzie wojewódzkim wołyńskim). Działał w harcerstwie i organizacjach turystycznych (Polskie Towarzystwo Krajoznawcze). Był członkiem Wołyńskiego Towarzystwa Przyjaciół Nauk oraz współredagował Ziemię Wołyńską. 

### Okres II wojny światowej
Od 1939 mieszkał w Zamościu, gdzie w czasie okupacji działał w konspiracji, był żołnierzem AK. Od 1941 ukrywał się przed Niemcami w powiecie biłgorajskim. Redagował "Wiadomości Polskie" i "Pobudkę".

### Czasy powojenne
Po wojnie więziony od 1944, w czasie represji stalinowskich otrzymał wyrok śmierci, ale został zwolniony w 1950 po amnestii. Wyjechał na Dolny Śląsk (Malczyce) i pracował we Wrocławiu. Był współzałożycielem Towarzystwa Miłośników Wrocławia.
W 1959 osiadł z rodziną w Legnicy. Zaangażował się w ruch turystyczny, interesował się historią miasta; publikował artykuły poświęcone tej tematyce na łamach "Wiadomości Legnickich". Zorganizował w Legnicy Towarzystwo Przyjaciół Nauk (był jego wieloletnim prezesem, potem prezesem honorowym), Muzeum Miedzi (1962), wydawanie periodyku "Szkice Legnickie" (redagował tomy wydawane w latach 1965–1990). Opracował pierwszą powojenną monografię Legnicy (1977) i pierwszy przewodnik po mieście. Oprócz Legnicy zajmował się również dziejami rodzinnego Łowicza. Działał w legnickim oddziale PTTK.
W 1993 został uhonorowany tytułem Honorowego Obywatela Legnicy. Współpracował z Towarzystwem Przyjaciół Nauk i Muzeum Miedzi także po przejściu na emeryturę (1972). 
Zmarł 23 sierpnia 2003 r. Został pochowany na cmentarzu komunalnym w Legnicy (B1/C/12) .

## Upamiętnienie
W 2005 Rada Miejska (Uchwała Nr XLI/426/05  z dnia 28 grudnia 2005 r.) Legnicy nadała imię Tadeusza Gumińskiego jednej z ulic dzielnicy Bielany.

## Odznaczenia
- Srebrny Krzyż Zasługi (1939)
- Krzyż Kawalerski Orderu Odrodzenia Polski (1972)